# Stanisław Fedorowski (oficer)
Stanisław Józef Fedorowski (ur. 6 marca 1896 w Jarosławiu, zm. 8 marca 1948 w Rypinie) – major kawalerii Wojska Polskiego, działacz niepodległościowy.

## Życiorys
Urodził się 6 marca 1896 w Jarosławiu, ówczesnym mieście powiatowym Królestwa Galicji i Lodomerii, w rodzinie Wojciecha, maszynisty kolejowego, i Józefy. W 1899, po śmierci ojca, przeprowadził się z matką do Lwowa, gdzie w latach 1903–1907 uczęszczał do szkoły powszechnej. W 1914 ukończył naukę i zdał maturę w c. k. II Szkole Realnej we Lwowie.
W latach 1914–1917 walczył w szeregach 2 pułku ułanów Legionów Polskich.
1 sierpnia 1919 został przeniesiony do 3 pułku Wojskowej Straży Granicznej w Rypinie, a 15 września 1919 formalnie przeniesiony z 2 pułku szwoleżerów do Wojskowej Straży Granicznej. 16 lipca 1920 został przeniesiony do „wojennego” 5 pułku strzelców konnych w Grudziądzu na stanowisko dowódcy plutonu. 16 marca 1921 został przeniesiony do „pokojowego” 5 pułku strzelców konnych w Tarnowie na takie samo stanowisko. 14 kwietnia tego roku został przemianowany na oficera zawodowego. 16 sierpnia 1924 został przeniesiony do 4 pułku ułanów w Wilnie na stanowisko dowódcy szwadronu. 12 kwietnia 1927 został mianowany rotmistrzem ze starszeństwem z 1 stycznia 1927 i 25. lokatą w korpusie oficerów kawalerii. 20 maja 1928 został przeniesiony do 8 pułku ułanów w Krakowie na stanowisko dowódcy szwadronu. W 1934, po ukończeniu kursu w Centrum Wyszkolenia Piechoty w Rembertowie, został wyznaczony na stanowisko oficera mobilizacyjnego. Na stopień majora został mianowany ze starszeństwem z 19 marca 1937 i 5. lokatą w korpusie oficerów kawalerii. W latach 1937–1939 pełnił służbę na stanowisku komendanta Rejonu Przysposobienia Wojskowego Konnego 6 Dywizji Piechoty w Krakowie. 13 lipca 1939 został przeniesiony do 10 pułku ułanów w Białymstoku na stanowisko II zastępcy dowódcy pułku.
W czasie kampanii wrześniowej 1939 walczył na stanowisku kwatermistrza 10 pułku ułanów. 6 października 1939 dostał się do niemieckiej niewoli. Przebywał w Oflagu VII A Murnau (numer jeniecki 16067). Od 27 kwietnia 1945, po uwolnieniu z niewoli, pozostawał w Murnau, a następnie w innych obozach byłych jeńców. 4 maja 1947 wrócił do kraju i trzy dni później zarejestrował w Rejonowej Komendzie Uzupełnień w Brodnicy. Razem żoną Hanną ze Zdziarskich zamieszkał w Rypinie u Jana Zaniewskiego, prowadzącego aptekę (żona majora i żona aptekarza były siostrami). Zmarł 8 marca 1948 w Rypinie i został pochowany na miejscowym cmentarzu.

## Ordery i odznaczenia
- Krzyż Niepodległości – 16 września 1931 „za pracę w dziele odzyskania niepodległości”[21][2]
- Krzyż Walecznych dwukrotnie[22][15]
- Srebrny Krzyż Zasługi[15]
- Medal Pamiątkowy za Wojnę 1918-1921 „Polska Swemu Obrońcy”[5][23]
- Medal Dziesięciolecia Odzyskanej Niepodległości[5][23]
- Srebrny Medal za Długoletnią Służbę[23]
- Brązowy Medal za Długoletnią Służbę[23]